# Geir Nordby
Geir Kristian Nordby (2 marzo 1969) è un allenatore di calcio norvegese.

## Carriera
Nordby è diventato allenatore del Røa a partire dal 2006. Con questo club si è aggiudicato la vittoria della Toppserien nel 2007, 2008 e 2009. Ha inoltre guidato il Røa alla vittoria del Norgesmesterskapet nel 2006, 2008, 2009 e 2010.

## Palmarès

### Competizioni nazionali
- Campionato norvegese: 4

Røa: 2007, 2008, 2009, 2011
- Coppa di Norvegia: 4

Røa: 2006, 2008, 2009, 2010
- Campionato norvegese femminile di seconda divisione: 2

Røa: 2021